# Sportverband
Bei einem Sportverband handelt es sich um einen Zusammenschluss von mehreren Vereinen bzw. Verbänden einzelner Sportarten. In Deutschland sind die meisten Sportverbände fachlich auf eine betreffende Sportart beschränkt (Sportfachverband, z. B. Deutscher Fußball-Bund), wodurch der „klassische“ Sportverein, der mehrere Sportarten anbietet (Mehrspartenverein), mehreren Verbänden angehören kann. Viele Verbände haben ihren bundesweiten Dachverband in Regional, Landes-, Bezirks- und Kreisverbände untergliedert.
Zusätzlich zur Struktur der Fachverbände gibt es sportartenübergreifende Verbände, entweder solche, in denen ihrerseits Fachverbände Mitglied werden können, z. B. der Deutsche Olympische Sportbund (DOSB) und seine Landessportbünde, oder solche ohne untergeordnete Fachverbände (z. B. Betriebssportverbände). Zu den Aufgaben des DOSB gehört es u. a., die Bildung um eine Sportart „konkurrierender“ Fachverbände zu verhindern (durch Nichtaufnahme).
Mitglieder der Sportverbände können sowohl Vereine als auch andere Verbände, aber nur selten einzelne Personen werden.
Juristisch handelt es sich bei Sportverbänden zumeist um rechtsfähige Vereine nach § 21 ff. BGB, die den Namenszusatz e. V. führen.

## Geschichte
Nach der Machtergreifung durch die Nationalsozialisten 1933 wurden die deutschen Sportverbände im Reichsbund für Leibesübungen gleichgeschaltet. Es gab für jede Sportart nur noch einen Verband. Das Verbandsgebiet war identisch mit dem Zuständigkeitsgebiet der Verwaltungseinheit. Die Vereine schlossen jüdische Mitglieder bereits 1933 aus, obwohl die offizielle Anweisung, dass Juden nicht Mitglied in arischen Vereinen sein dürften erst 1935 erfolgte. Erst durch die Nürnberger Gesetze war definiert, was überhaupt ein Jude war. Dieser Erlass bewirkte das „freiwillige“ Ausscheiden bzw. die Emigration vieler jüdischer Funktionäre und Sportler.
Nach dem Anschluss Österreichs an das Deutsche Reich 1938 wurden die österreichischen Spieler und Mannschaften in den deutschen Spielbetrieb integriert.
Während des Zweiten Weltkrieges brach der Spielbetrieb meist zusammen. Nach dem Ende des Krieges mussten die Verbände neu aufgebaut, der Spielbetrieb neu organisiert werden.
Nach der Deutschen Wiedervereinigung 1990 musste man den Spielbetrieb anpassen: Die Mannschaften der ehemaligen DDR waren in die Ligen zu integrieren.
Die Bosman-Entscheidung 1995 besagt, dass Sportler aus EU-Staaten innerhalb des EU-Bereichs nicht als Ausländer gelten. Dies hatte Auswirkungen auf die bis dahin gültigen Ausländerregelungen, nach der beispielsweise nur eine maximale Anzahl von Ausländern in einer Mannschaft eingesetzt werden durften. Die Sportverbände mussten dieses Urteil umsetzen.

## Themen der deutschen Sportverbände
Je nach Alter und Größe hatten die einzelnen Sportverbände teilweise ähnliche Themen zu behandeln.

### Gründung und Aufbau einer Organisation
Nach der Gründung eines Sportverbandes musste der Verband die Mitgliederstruktur definieren. Spielbetrieb und -veranstaltungen waren zu organisieren, ebenso die Mitgliedschaft und Mitarbeit in internationalen Verbänden.

### Werbung
Die Zulässigkeit von Werbung war immer ein Thema. Beispielsweise war in den 1960er Jahren Werbung bei Fußballspielen unerwünscht. Waren bei einem Spitzenspiel Werbebanner aufgestellt, dann wurde dieses Spiel nicht im Fernsehen übertragen. Das Werbeverbot wurde im Laufe der Zeit aber immer weiter aufgeweicht.

### Profis, Amateure, Ablösesummen
Bei vielen Sportarten galten selbst die Spitzenspieler lange Zeit offiziell als Amateure. Nur Amateure durften beispielsweise an Olympischen Spielen teilnehmen. Diese Amateurforderung wurde immer mehr fallen gelassen. Auch die Höhe der Ablösesummen waren Thema der Sportverbände.

## Sportverbände in Österreich
Neben den verschiedenen Sportfachverbänden (wie zum Beispiel dem ÖFB) gibt es in Österreich drei sportübergreifende Sportdachverbände.

### ASKÖ

Logo ASKÖ

Die Arbeitsgemeinschaft für Sport und Körperkultur in Österreich (ASKÖ) wurde 1892 unter dem Namen „Arbeiterbund für Sport und Körperkultur in Österreich“ gegründet und ist somit der älteste Dachverband in Österreich. In etwa 4.500 Vereinen werden 1,1 Millionen Mitglieder betreut. Die ASKÖ war bis 2012 laut Statuten eine Vorfeldorganisation der SPÖ.

### ASVÖ
Der Allgemeine Sportverband Österreichs wurde 1949 gegründet. Anders als die beiden anderen Dachverbände Österreichs ist der ASVÖ keiner politischen Gruppierung zuzuordnen, er begreift sich als unabhängiges und überparteiliches Sammelbecken für Sportvereine. 2005 zählten zum ASVÖ etwa 5000 Vereine mit ca. einer Million Mitglieder.

### Sportunion

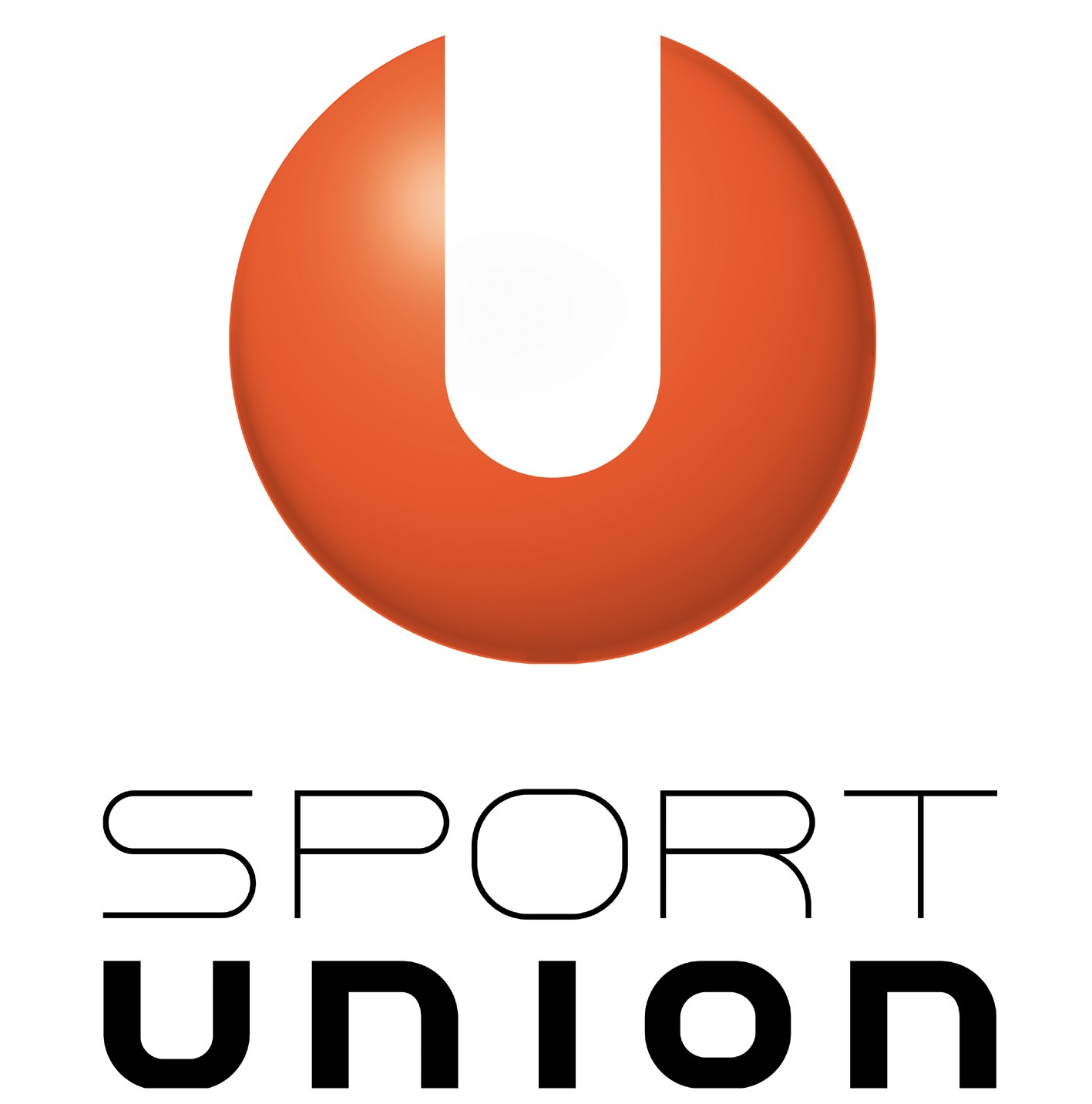
Logo Sportunion

Die Sportunion wurde 1889 als Christlich Deutsche Turnerschaft als Abspaltung aus dem Österreichischen Turnerbund gegründet, und dann im Jahre 1945 wiedergegründet. Sie betreut derzeit rund 4238 Vereine und Sportgruppen mit 1.103.526 Mitgliedern. Obwohl sie nach eigenem Verständnis parteiunabhängig ist, sind doch viele Funktionäre auch mit der ÖVP eng verbunden.

## Verbände in den USA
Das United States Olympic Committee hat per Gesetz (Amateur Sports Act 1978) das Recht die olympischen Ringe zu vermarkten und die Olympiamannschaft zu entsenden. Hieraus leitet sich nur das Recht ab, faire Olympiaausscheidungen zu gewährleisten, nicht aber, ein Monopolverband zu sein. In den nichtolympischen Sportarten ist die Situation hierdurch auffallend zersplittert, da jeder das Recht hat, einen Verband (wie einen Verein) zu gründen. So gibt es z. B. für den Kraftdreikampf 18 (Stand 2015) nationale Verbände, die alle für sich nationale Meisterschaften veranstalten, aber jeweils andere Disziplinen und Formen von Doping-Kontrollen haben.